# Miłość (film 1919)
Miłość (ang. Love) – amerykański film z 1919 roku w reżyserii Roscoe 'Fatty' Arbuckle.

## Obsada
- Roscoe Arbuckle
- Al St. John
- Winifred Westover
- Frank Hayes
- Monty Banks
- Kate Price